# Fakulteta za varnostne vede v Ljubljani
Fakulteta za varnostne vede (kratica FVV) s sedežem v Ljubljani je fakulteta, ki je članica Univerze v Mariboru.
Trenutni dekan je Igor Bernik

## Zgodovina
Za začetek delovanja fakultete štejemo leto 1973, ko so na Višji upravni šoli v Ljubljani ustanovili Oddelek za izobraževanje s področja notranjih zadev.
Z dopolnjevanjem vsebin študijskega programa je rasla tudi ideja o samostojni šoli. Leta 1981 je Ministrstvo za notranje zadeve ustanovilo Višjo šolo za notranje zadeve v Ljubljani. Isto leto je šola postala članica Univerze v Ljubljani. Prenove in prilagoditve študijskega programa v letih 1984, 1989, 1991 in 1995 so potekale v skladu s potrebami stroke in novimi zakoni na področju visokega šolstva. Tako je v letu 1995 začela šola izvajati triletni visokošolski strokovni program in postala pridružena članica Univerze v Ljubljani.
Leta 1996 se je preimenovala v Visoko policijsko-varnostno šolo. V letu 2000 je bil pripravljen štiriletni univerzitetni program, v letu 2002 pa prenovljen triletni visokošolski strokovni program, bili pa so pripravljeni tudi štirje programi specializacije. Leta 2003 se je preoblikovala v Fakulteto za policijsko-varnostne vede in postala polnopravna članica Univerze v Mariboru.
V letu 2006 je fakulteta preoblikovala svoje izobraževalne programe v skladu z bolonjsko deklaracijo in prvič v zgodovini uporabnikom ponudila celotno paleto izobraževalnih programov na vseh stopnjah izobraževalnega procesa. Konec leta 2006 se je fakulteta preimenovala v Fakulteto za varnostne vede Univerze v Mariboru.

## Izobraževanje
Fakulteta za varnostne vede izvaja naslednje študijske programe:
- Visokošolski strokovni program »Varnost in policijsko delo«
- Visokošolski strokovni program »Informacijska varnost«
- Univerzitetni program »Varstvoslovje«
- Magistrski študijski program »Varstvoslovje«
- Doktorski študijski program »Varstvoslovje«

## Raziskovanje
Raziskovanje v varstvoslovju se veže na vsebine, ki se ukvarjajo z:
- razumevanjem družbenih, psiholoških, filozofskih, ekonomskih, zgodovinskih, pravnih in političnih vidikov kriminalitete, odklonskosti in zagotavljanja pravice;
- raziskovanjem vzrokov in nadzorstvenih dejavnosti ter odzivanjem zoper kriminaliteto in storilce kaznivih dejanj;
- merjenjem obsega in vrste kriminalitete ter drugih vrst odklonskih pojavov v družbi;
- preučevanjem izvrševanja kazenske zakonodaje;
- preučevanjem prakse opravljanja policijske dejavnosti; delovanja tožilstev, sodišč in izvrševanja kazenskih sankcij;
- preučevanjem drugih družbeno nadzorstvenih mehanizmov v sodobni družbi in zagotavljanjem varnosti.

## Organiziranost
Delo na fakulteti je organizacijsko razdeljeno na tri področja:
- izobraževalno področje,
- raziskovalna dejavnost,
- upravni del.

## Organi fakultete
- dekan/-ja FVV,
- Senat FVV,
- Akademski zbor FVV,
- Poslovodni odbor FVV,
- Študentski svet FVV.

### Katedre
Na Fakulteti za varnostne vede je šest kateder:
- Katedra za kriminologijo,
- Katedra za kriminalistiko,
- Katedra za policijsko dejavnost in varnostne vede,
- Katedra za informacijo varnost,
- Katedra za pravo
- Katedra za družboslovje, humanistiko in metodologijo.